# National Hockey League 1937/1938
National Hockey League 1937/1938 var den 21:a säsongen av NHL. 8 lag spelade 48 matcher i grundserien innan Stanley Cup inleddes den 22 mars 1938. Stanley Cup vanns av Chicago Black Hawks som tog sin 2:a titel, efter finalsegern mot Toronto Maple Leafs med 3-1 i matcher.
(Ivan Wilfred) Ching Johnson spelade sin sista säsong i NHL, och var eventuellt den siste som var född under 1800-talet som fortfarande spelade i NHL. Den sista säsongen spelade han för New York Americans. Ching Johnson hade tidigare spelat för bland andra New York Rangers, och fortsatte även senare att spela i andra ligor fram till säsongen 1943/44.
Anmärkningsvärt är att de 2 senaste årens mästare, Detroit Red Wings, missade slutspelet.
Montreal Maroons spelade sin sista säsong i NHL.
Detta var även säsongen då icingregeln infördes i NHL.

## Grundserien

### Canadian Division
| Nr | Lag                 | S  | V  | O  | F  | GM  | IM  | MS  | P  |
| -- | ------------------- | -- | -- | -- | -- | --- | --- | --- | -- |
| 1  | Toronto Maple Leafs | 48 | 24 | 9  | 15 | 151 | 127 | +24 | 57 |
| 2  | New York Americans  | 48 | 19 | 11 | 18 | 110 | 111 | −1  | 49 |
| 3  | Montreal Canadiens  | 48 | 18 | 13 | 17 | 123 | 128 | −5  | 49 |
| 4  | Montreal Maroons    | 48 | 12 | 6  | 30 | 101 | 149 | −48 | 30 |

### American Division
| Nr | Lag                 | S  | V  | O  | F  | GM  | IM  | MS  | P  |
| -- | ------------------- | -- | -- | -- | -- | --- | --- | --- | -- |
| 1  | Boston Bruins       | 48 | 30 | 7  | 11 | 142 | 89  | +53 | 67 |
| 2  | New York Rangers    | 48 | 27 | 6  | 15 | 149 | 96  | +53 | 60 |
| 3  | Chicago Black Hawks | 48 | 14 | 9  | 25 | 97  | 139 | −42 | 37 |
| 4  | Detroit Red Wings   | 48 | 12 | 11 | 25 | 99  | 133 | −34 | 35 |

## Poängligan 1937/1938
Not: SM = Spelade matcher, M = Mål, A = Assists, Pts = Poäng
| Spelare        | Lag                 | SM | M  | A  | Pts |
| -------------- | ------------------- | -- | -- | -- | --- |
| Gord Drillon   | Toronto Maple Leafs | 48 | 26 | 26 | 52  |
| Syl Apps       | Toronto Maple Leafs | 47 | 21 | 29 | 50  |
| Paul Thompson  | Chicago Black Hawks | 48 | 22 | 22 | 44  |
| Georges Mantha | Montreal Canadiens  | 47 | 23 | 19 | 42  |
| Cecil Dillon   | New York Rangers    | 48 | 21 | 18 | 39  |
| Bill Cowley    | Boston Bruins       | 48 | 17 | 22 | 39  |

## Slutspelet 1938
6 lag gjorde upp om Stanley Cup-pokalen. De båda ettorna i serierna spelade semifinal mot varandra om en finalplats i bäst av 5 matcher. Tvåorna och treorna spelade kvartsfinaler i bäst av 3 matcher, där vinnarna spelade mot varandra i en semifinalserie i bäst av 3 matcher. Finalserien spelades i bäst av 5 matcher.
Kvartsfinaler
New York Rangers vs. New York Americans
| Datum   | Hemma              | Mål | Borta              | Mål | Not      |
| ------- | ------------------ | --- | ------------------ | --- | -------- |
| 22 mars | New York Rangers   | 1   | New York Americans | 2   | SD 21.25 |
| 24 mars | New York Americans | 3   | New York Rangers   | 4   |          |
| 26 mars | New York Rangers   | 2   | New York Americans | 3   | SD 60.40 |

New York Americans vann kvartsfinalserien med 2-1 i matcher.
Montreal Canadiens vs. Chicago Black Hawks
| Datum   | Hemma               | Mål | Borta               | Mål | Not      |
| ------- | ------------------- | --- | ------------------- | --- | -------- |
| 22 mars | Montreal Canadiens  | 6   | Chicago Black Hawks | 4   |          |
| 24 mars | Chicago Black Hawks | 4   | Montreal Canadiens  | 0   |          |
| 26 mars | Montreal Canadiens  | 2   | Chicago Black Hawks | 3   | SD 11.49 |

Chicago Black Hawks vann kvartsfinalserien med 2-1 i matcher.
Semifinaler
Boston Bruins vs. Toronto Maple Leafs
| Datum   | Hemma               | Mål | Borta               | Mål | Not      |
| ------- | ------------------- | --- | ------------------- | --- | -------- |
| 24 mars | Toronto Maple Leafs | 1   | Boston Bruins       | 0   | SD 21.31 |
| 26 mars | Toronto Maple Leafs | 2   | Boston Bruins       | 1   |          |
| 29 mars | Boston Bruins       | 2   | Toronto Maple Leafs | 3   | SD 10.04 |

Toronto Maple Leafs vann semifinalserien med 3-0 i matcher
New York Americans vs. Chicago Black Hawks
| Datum   | Hemma               | Mål | Borta               | Mål | Not      |
| ------- | ------------------- | --- | ------------------- | --- | -------- |
| 29 mars | New York Americans  | 3   | Chicago Black Hawks | 1   |          |
| 31 mars | Chicago Black Hawks | 1   | New York Americans  | 0   | SD 13.01 |
| 3 april | New York Americans  | 2   | Chicago Black Hawks | 3   |          |

Chicago Black Hawks vann semifinalserien med 2-1 i matcher

## Stanley Cup-final
Toronto Maple Leafs vs. Chicago Black Hawks
| Datum    | Hemma               | Mål | Borta               | Mål | Spelplats                   | Not |
| -------- | ------------------- | --- | ------------------- | --- | --------------------------- | --- |
| 5 april  | Toronto Maple Leafs | 1   | Chicago Black Hawks | 3   | Maple Leaf Gardens, Toronto |     |
| 7 april  | Toronto Maple Leafs | 5   | Chicago Black Hawks | 1   | Maple Leaf Gardens, Toronto |     |
| 10 april | Chicago Black Hawks | 2   | Toronto Maple Leafs | 1   | Chicago Stadium, Chicago    |     |
| 12 april | Chicago Black Hawks | 4   | Toronto Maple Leafs | 1   | Chicago Stadium, Chicago    |     |

Chicago Black Hawks vann finalserien med 3-1 i matcher

## NHL awards
| 1937–38 NHL awards         | 1937–38 NHL awards                   |
| -------------------------- | ------------------------------------ |
| O'Brien Trophy:            | Toronto Maple Leafs                  |
| Prince of Wales Trophy:    | Boston Bruins                        |
| Calder Memorial Trophy:    | Cully Dahlstrom, Chicago Black Hawks |
| Hart Memorial Trophy:      | Eddie Shore, Boston Bruins           |
| Lady Byng Memorial Trophy: | Gordie Drillon, Toronto Maple Leafs  |
| Vezina Trophy:             | Tiny Thompson, Boston Bruins         |

## All-Star
| Första                                                                     | Position | Andra                             |
| -------------------------------------------------------------------------- | -------- | --------------------------------- |
| Tiny Thompson, Boston Bruins                                               | M        | Dave Kerr, New York Rangers       |
| Eddie Shore, Boston Bruins                                                 | B        | Art Coulter, New York Rangers     |
| Babe Siebert, Montreal Canadiens                                           | B        | Earl Seibert, Chicago Black Hawks |
| Bill Cowley, Boston Bruins                                                 | C        | Syl Apps, Toronto Maple Leafs     |
| Cecil Dillon, New York Rangers Gordie Drillon, Toronto Maple Leafs (delat) | HF       |                                   |
| Paul Thompson, Chicago Black Hawks                                         | VF       | Toe Blake, Montreal Canadiens     |
| Lester Patrick, New York Rangers                                           | Tränare  | Art Ross, Boston Bruins           |

### Fotnoter
1. ↑  ”Rauzulu's Street”. Arkiverad från originalet den 27 september 2011. https://web.archive.org/web/20110927023751/http://www.rauzulusstreet.com/hockey/nhlhistory/nhlrules.html. Läst 8 oktober 2011.